# Le Fidelaire
Le Fidelaire est une commune française située dans le département de l'Eure en région Normandie.

## Géographie

### Localisation
Le village fait partie du pays d'Ouche.
Le Fidelaire se situe à 4 km de La Ferrière-sur-Risle, à 10 km de Conches-en-Ouche.
La grande ville la plus proche du Fidelaire est Évreux et se trouve à 26,08 km à l'est à vol d'oiseau.
| La Ferrière-sur-Risle Champignolles |                      | Sébécourt                                             |
| Champignolles La Vieille-Lyre       | Fidelaire            | Sainte-Marthe                                         |
| La Vieille-Lyre                     | Les Baux-de-Breteuil | Le Lesme (comm. dél. de Sainte-Marguerite-de-l'Autel) |

Les gares les plus proches du Fidelaire se trouvent à Romilly-la-Puthenaye (6,55 km), à Conches-en-Ouche (9,13 km), à Beaumont-le-Roger (14,02 km), à Bourth (20,66 km), et à Serquigny (18,72 km).

### Hydrographie
La commune est située dans le bassin Seine-Normandie. Elle est drainée par le cours d'eau 01 de la commune de Sainte-Marguerite-de-l'Autel,.

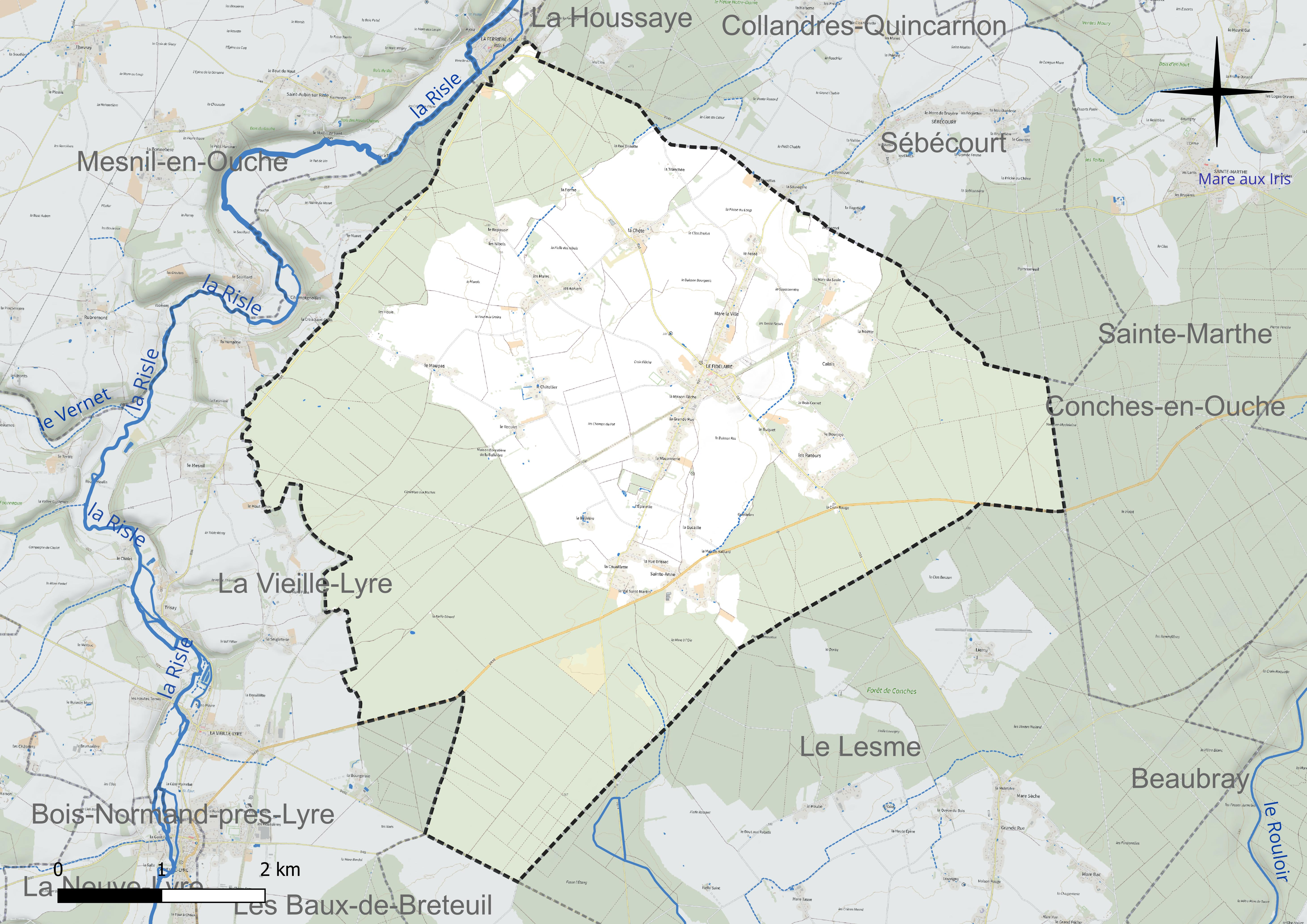
Réseau hydrographique du Fidelaire.

### Climat
Pour des articles plus généraux, voir Climat de la Normandie et Climat de l'Eure.
En 2010, le climat de la commune est de type climat océanique dégradé des plaines du Centre et du Nord, selon une étude du CNRS s'appuyant sur une série de données couvrant la période 1971-2000. En 2020, Météo-France publie une typologie des climats de la France métropolitaine dans laquelle la commune est exposée à un climat océanique et est dans la région climatique  Côtes de la Manche orientale, caractérisée par un faible ensoleillement (1 550 h/an) ; forte humidité de l’air (plus de 20 h/jour avec humidité relative > 80 % en hiver), vents forts fréquents. Parallèlement le GIEC normand, un groupe régional d’experts sur le climat, différencie quant à lui, dans une étude de 2020, trois grands types de climats pour la région Normandie, nuancés à une échelle plus fine par les facteurs géographiques locaux. La commune est, selon ce zonage, exposée à un « climat des plateaux abrités », correspondant aux plaines agricoles de l’Eure, avec une pluviométrie beaucoup plus faible que dans la plaine de Caen en raison du double effet d’abri provoqué par les collines du Bocage normand et par celles qui s’étendent sur un axe du Pays d'Auge au Perche.
Pour la période 1971-2000, la température annuelle moyenne est de 10,2 °C, avec  une amplitude thermique annuelle de 14,2 °C. Le cumul annuel moyen de précipitations est de 721 mm, avec 11,7 jours de précipitations en janvier et 8,2 jours en juillet. Pour la période 1991-2020, la température moyenne annuelle observée sur la station météorologique la plus proche, située sur la commune des Bottereaux à 14 km à vol d'oiseau, est de 10,8 °C et le cumul annuel moyen de précipitations est de 736,5 mm,. Pour l'avenir, les paramètres climatiques de la commune estimés pour 2050 selon différents scénarios d’émission de gaz à effet de serre sont consultables sur un site dédié publié par Météo-France en novembre 2022.

## Urbanisme

### Typologie
Au 1er janvier 2024, Le Fidelaire est catégorisée commune rurale à habitat dispersé, selon la nouvelle grille communale de densité à 7 niveaux définie par l'Insee en 2022.
Elle est située hors unité urbaine. Par ailleurs la commune fait partie de l'aire d'attraction d'Évreux, dont elle est une commune de la couronne,. Cette aire, qui regroupe 108 communes, est catégorisée dans les aires de 50 000 à moins de 200 000 habitants,.

### Occupation des sols
L'occupation des sols de la commune, telle qu'elle ressort de la base de données européenne d’occupation biophysique des sols Corine Land Cover (CLC), est marquée par l'importance des forêts et milieux semi-naturels (58,7 % en 2018), une proportion identique à celle de 1990 (58,7 %). La répartition détaillée en 2018 est la suivante : 
forêts (58,7 %), terres arables (29,1 %), zones agricoles hétérogènes (7,5 %), prairies (3,4 %), zones urbanisées (1,3 %). L'évolution de l’occupation des sols de la commune et de ses infrastructures peut être observée sur les différentes représentations cartographiques du territoire : la carte de Cassini (XVIIIe siècle), la carte d'état-major (1820-1866) et les cartes ou photos aériennes de l'IGN pour la période actuelle (1950 à aujourd'hui).

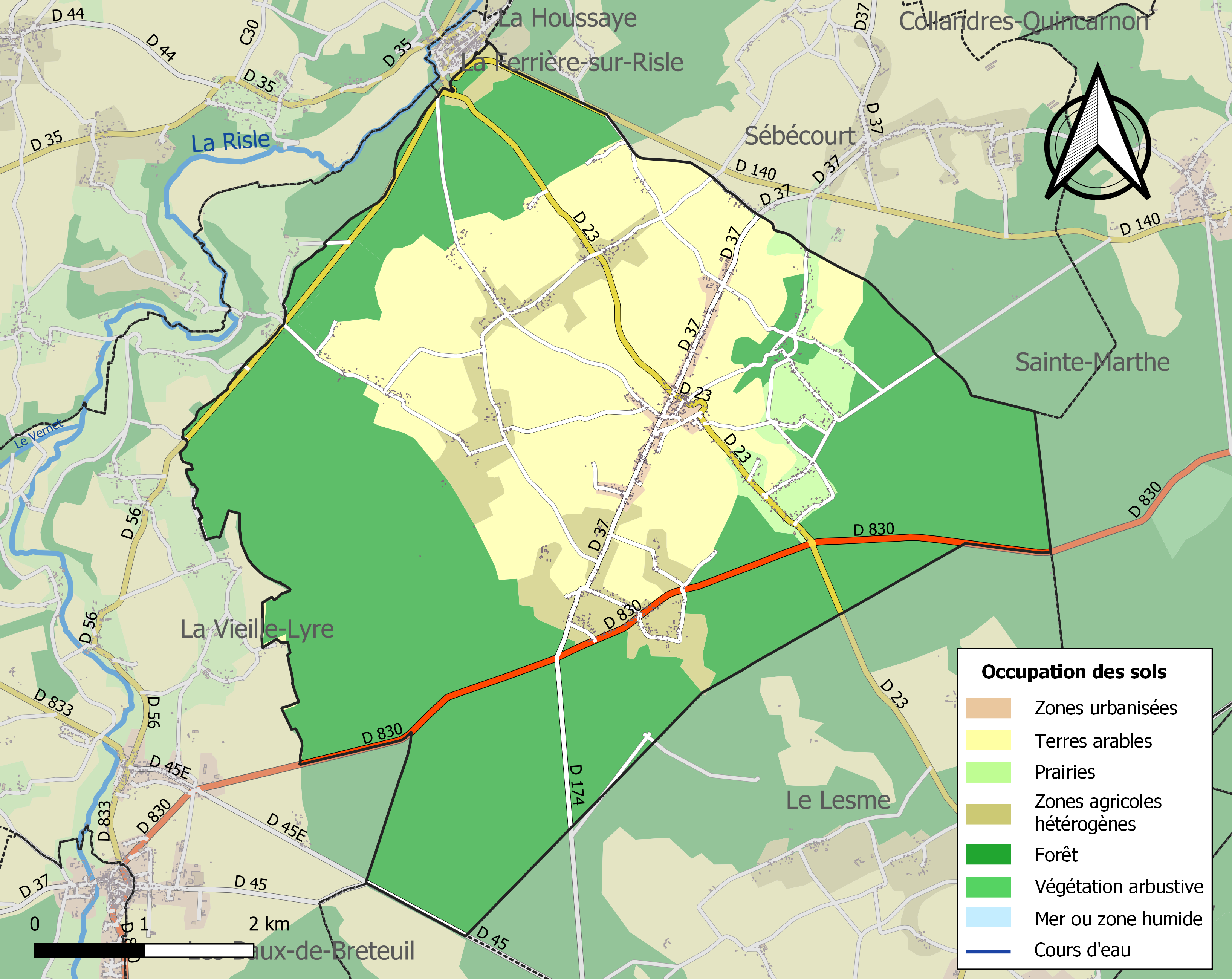
Carte des infrastructures et de l'occupation des sols de la commune en 2018 (CLC).

## Toponymie
Le nom de la localité est attesté tardivement sous la forme Faidelere en 1230, puis une forme latinisée Fagus aree en 1248 (1er cartulaire d’Artois), Faydelère en 1429 (taxes de sergenterie de Conches), Le Fildelaire en 1700 (dépt. de l’élection de Conches), Fidellaire en 1765 (géogr. de Dumoul).
Le premier élément Fai- est probablement l'ancien terme pour « hêtraie », c'est-à-dire fay (anciennement fai), ayant parfois évolué en fy, notamment en Haute-Normandie. La forme latinisée Fagus aree semble indiquer que le second élément est le mot aire (area en latin), d'où l'analyse f[a]i de l'aire. Cependant, le sens de l’élément -aire dans ce contexte est obscur.

## Politique et administration
| Période                                  | Période  | Identité             | Étiquette | Qualité                       |
| ---------------------------------------- | -------- | -------------------- | --------- | ----------------------------- |
| 1986                                     | 2008     | Alain Courtois       | DVD       | Maire, Enseignant en économie |
| mars 2008                                | En cours | Jean-Claude Dufossey | SE        | Agriculteur, Maire            |
| Les données manquantes sont à compléter. |          |                      |           |                               |

## Démographie
L'évolution du nombre d'habitants est connue à travers les recensements de la population effectués dans la commune depuis 1793. Pour les communes de moins de 10 000 habitants, une enquête de recensement portant sur toute la population est réalisée tous les cinq ans, les populations de référence des années intermédiaires étant quant à elles estimées par interpolation ou extrapolation. Pour la commune, le premier recensement exhaustif entrant dans le cadre du nouveau dispositif a été réalisé en 2008.

En 2022, la commune comptait 1 016 habitants, en évolution de −0,78 % par rapport à 2016 (Eure : −0,25 %, France hors Mayotte : +2,11 %).
| 1793  | 1800  | 1806  | 1821  | 1831  | 1836  | 1841  | 1846  | 1851  |
| ----- | ----- | ----- | ----- | ----- | ----- | ----- | ----- | ----- |
| 1 800 | 1 933 | 1 797 | 1 748 | 1 650 | 1 393 | 1 551 | 1 514 | 1 489 |

| 1856  | 1861  | 1866  | 1872  | 1876  | 1881  | 1886  | 1891  | 1896 |
| ----- | ----- | ----- | ----- | ----- | ----- | ----- | ----- | ---- |
| 1 370 | 1 343 | 1 325 | 1 405 | 1 260 | 1 174 | 1 103 | 1 054 | 996  |

| 1901 | 1906 | 1911 | 1921 | 1926 | 1931 | 1936 | 1946 | 1954 |
| ---- | ---- | ---- | ---- | ---- | ---- | ---- | ---- | ---- |
| 960  | 924  | 890  | 785  | 817  | 772  | 705  | 814  | 782  |

| 1962 | 1968 | 1975 | 1982 | 1990 | 1999 | 2006 | 2008 | 2013  |
| ---- | ---- | ---- | ---- | ---- | ---- | ---- | ---- | ----- |
| 784  | 727  | 698  | 680  | 690  | 763  | 930  | 978  | 1 004 |

| 2018  | 2022  | - | - | - | - | - | - | - |
| ----- | ----- | - | - | - | - | - | - | - |
| 1 023 | 1 016 | - | - | - | - | - | - | - |

## Économie
Le Fidelaire accueille une boulangerie, un bar-tabac-presse, une épicerie-charcuterie, un salon de coiffure ainsi qu'une maroquinerie.

## Culture locale et patrimoine

### Lieux et monuments
La commune du Fidelaire compte un édifice inscrit au titre des monuments historiques :
- L'église Saint-Éloi (XVIe, XVIIIe et XIXe)  Inscrit MH (1961)[23].

### Patrimoine naturel

#### Site classé
- L'if situé sur la place publique  Site classé (1933)[24].

### Personnalités liées à la commune
- François Heutte, footballeur international né en 1938, dont le nom est donné au stade local.
- Le musicien, arrangeur et chef d'orchestre Jacques Denjean (né en 1929) y a adapté une vieille ferme normande en studio d'enregistrement : les studios Jacques Denjean devenus plus tard Studios Frémontel (ou studios Normandie ou Normandy).

### Héraldique
| Blason de Fidelaire (Le) | Blason  | Tiercé en pairle : au 1er de gueules à deux clés passées en sautoir et une crosse brochant en pal, le tout d'or, au 2e de sinople à la losange carrée d'argent chargée d'une faine de hêtre au naturel, au 3e de sinople au cerf passant d'argent. |
| Blason de Fidelaire (Le) | Détails | Le statut officiel du blason reste à déterminer. |